# 무선망

무선망을 가리키는 아이콘.

무선망 또는 무선 네트워크(無線 - , wireless network)는 네트워크 노드 간 무선 데이터 연결을 사용하는 컴퓨터 네트워크이다. 즉, 신호를 전하는 케이블 대신에 무선(전파)을 이용하는 통신 네트워크를 통틀어 이르는 말이다.
PC나 PDA 등, 단말기의 인터넷 접속에 이용되는 것이 많다. 무선 인터넷 규약(Wireless Internet Protocol)에 의해 사용하는 WAP과 넷스팟 등의 무선랜을 사용하는 방법이 대표적이다.

## 역사
최초의 전문 무선망은 1969년 하와이 대학교에서 알로하넷이라는 브랜드로 개발되었으며 1971년 6월 운영이 시작되었다. 최초의 상용 무선망은 웨이브랜 제품 계열로서 1986년 NCR이 개발하였다.

## 같이 보기
- 와이파이
- 무선랜
- IEEE 802.11
- 무선 메시 망
- 무선 애드혹 망